# Russel W. Meyer Jr.
Russel W. „Russ“ Meyer Jr. (* 1932 in Davenport, Iowa) ist ein US-amerikanischer Geschäftsmann, Anwalt und ehemaliger Kampfpilot. Er war von 1975 bis 2003 Vorstandsvorsitzender der Cessna Aircraft Company. Seit 2005 ist er Ehrenvorsitzender des Unternehmens.

## Leben
1954 erwarb er seinen Bachelor of Arts an der Yale University und promovierte 1961 an der Harvard Law School. Von 1958 bis 1961 diente Meyer als Kampfpilot beim United States Marine Corps und praktizierte danach fünf Jahre als Anwalt in Cleveland. Ab 1966 war er CEO bei der Grumman Aircraft Engineering Corporation, bevor er 1974 zu Cessna wechselte, wo er 1975 ebenfalls zum CEO wurde.
Seit 1960 ist Meyer mit Helen Vaugn verheiratet.

## Auszeichnungen
- Wright Brothers Memorial Trophy[4]
- Collier Trophy[4]
- Mitglied der National Aviation Hall of Fame[4]
- Mitglied der Kansas Aviation Hall of Fame[4]